# Aldo Cavalli
 Aldo Cavalli  (Maggianico di Lecco, 16 de outubro de 1946) é um diplomata e prelado da Igreja Católica italiano, Visitador apostólico de Međugorje.

## Biografia
Foi ordenado padre em 18 de março de 1971, por Clemente Gaddi, arcebispo ad personam de Bergamo, onde foi incardinado. Em seguida, passou a estudar na Pontifícia Academia Eclesiástica de Roma e, ao terminar a sua formação, começou a trabalhar como funcionário do Serviço Diplomático da Santa Sé em 15 de abril de 1979.
Em 2 de julho de 1996, o Papa João Paulo II o nomeou núncio apostólico em São Tomé e Príncipe e delegado apostólico em Angola, sendo consagrado como arcebispo-titular de Vibo Valentia em 26 de agosto, na Catedral de Bérgamo, por Angelo Sodano, Cardeal Secretário de Estado, coadjuvado por Roberto Amadei, bispo de Bergamo e por Angelo Paravisi, bispo de Crema.
Em 26 de agosto de 1997, com a elevação da representação de Angola a nunciatura apostólica, é nomeado seu novo núncio. Em 28 de junho de 2001, foi nomeado núncio apostólico no Chile. Em 29 de outubro de 2007, o Papa Bento XVI o nomeou Núncio Apostólico na Colômbia. Em 16 de fevereiro de 2013, foi transferido para a nunciatura de Malta. Em 13 de abril do mesmo ano, foi nomeado pelo Papa Francisco como núncio apostólico na Líbia.
Em 21 de março de 2015, foi transferido para nunciatura dos Países Baixos. Neste mesmo ano, em 3 de julho, apresentou suas credenciais como Representante permanente da Santa Sé na Organização para a Proibição de Armas Químicas.
Em 27 de novembro de 2021, tornou-se Visitador Apostólico de caráter especial pela Paróquia de Međugorje, por tempo indeterminado e ad nutum Sanctae Sedis.